# Montaignac-Saint-Hippolyte
Montaignac-Saint-Hippolyte este o comună în departamentul Corrèze din centrul Franței. În 2009 avea o populație de 547 de locuitori.

## Evoluția populației
| An        | 1975 | 1982 | 1990 | 1999 | 2006 | 2009 |
| --------- | ---- | ---- | ---- | ---- | ---- | ---- |
| Populație | 541  | 579  | 587  | 565  | 550  | 547  |